# 4239 Goodman
4239 Goodman (1980 OE) là một tiểu hành tinh vành đai chính được phát hiện ngày 17 tháng 7 năm 1980 bởi Ted Bowell ở Flagstaff.